# 養成施設
養成施設（ようせいしせつ）とは、職業人や職能者、人材等を育成・養成する施設に用いられることが多い名称である。他に用いられることが多い名称として、養成機関（ようせいきかん）や養成所（ようせいじょ）などがある。
「養成施設」、「養成機関」、「養成所」という名称自体には法令の定めがなく、法令による名称の使用制限もない。しかし、資格等の取得に関連して、法令により養成施設等が規定されているものがある。（例：保育士を取得するための指定保育士養成施設が児童福祉法に規定されている）
法令の定めがない施設の場合は、様々な設置者が様々な目的で設置している。例えば、芸能事務所や制作プロダクションなどが俳優や声優の養成を目的として設置する俳優養成所や声優養成所では、俳優や声優としての知識・演技力を教授している。これらの養成所は学校教育法に規定された施設ではないため、卒業しても学歴には該当せず、また、職歴にも該当しない場合もあり、履歴書には記載されないことがほとんどである。但し、芸歴には該当し、個々の公開プロフィールなどには記載されることが多い。

## 日本
法的には、各省庁に申請し、免許取得に際して試験の一部免除、あるいは全てが免除となるカリキュラムを認定されたカリキュラム、あるいは、その科目を実施している施設である。
日本においては、広義の意味として、幹部養成施設などの職層に対する訓練を行う施設や、情報処理技能者養成施設のように職域（いわゆるテクニシャンの養成）に対する訓練を行う施設、タレント養成学校など職業人の育成に関する私塾等においても用いる場合がある。
狭義の免許取得に際して試験の一部免除、あるいは全てが免除となるカリキュラムをもつ養成施設には、学校教育法に定める高等学校、大学（短期大学を含む）、専修学校、各種学校、職業能力開発促進法に定める職業訓練施設、各省庁や独立行政法人が設置する省庁大学校、都道府県が持つ農業大学校等がある。

### 法令に定めがある施設と取得可能な資格

#### 養成施設
- 鍼灸養成施設 - あん摩マッサージ指圧師（あん摩マツサージ指圧師、はり師及びきゆう師に係る学校養成施設認定規則）
- 鍼灸養成施設 - きゅう師（あん摩マツサージ指圧師、はり師及びきゆう師に係る学校養成施設認定規則）
- 鍼灸養成施設 - はり師（あん摩マツサージ指圧師、はり師及びきゆう師に係る学校養成施設認定規則）
- 調理師養成施設 - 調理師（調理師法施行規則）
- 美容師養成施設 - 美容師（美容師養成施設指定規則）
- 理容師養成施設 - 理容師（理容師養成施設指定規則）
- 栄養士養成施設 - 栄養士（栄養士法施行規則）
- 柔道整復師養成施設 - 柔道整復師（柔道整復師学校養成施設指定規則）
- 指定保育士養成施設 - 保育士（児童福祉法第18条の6第1号）
- 介護福祉士養成施設 - 介護福祉士（社会福祉士介護福祉士学校職業能力開発校等養成施設指定規則）
- 社会福祉士養成施設 - 社会福祉士（社会福祉士介護福祉士学校職業能力開発校等養成施設指定規則）
- 管理栄養士養成施設 - 管理栄養士（管理栄養士学校指定規則）
- 登録水先人養成施設 - 水先人（登録水先人養成施設及び登録水先免許更新講習に関する省令）
- 製菓衛生師養成施設 - 製菓衛生師（製菓衛生師法施行規則）
- 自動車整備士養成施設 - 自動車整備士（道路運送車両法第55条第3項）
- 測量士補養成施設 - 測量士（測量法 昭和二十四年法律第百八十八号　第五十条第三号 の登録を受けた養成施設をいう。測量法施行規則（昭和二十四年九月一日建設省令第十六号）最終改正：平成二〇年三月二七日国土交通省令第一一号では、第九条の二以降に、養成施設登録の申請に関する事項が定められている）
- 電気工事士養成施設 - 第二種電気工事士（電気工事士法施行規則3条の2)
- 精神保健福祉士養成施設 - 精神保健福祉士（精神保健福祉士短期養成施設等及び精神保健福祉士一般養成施設等指定規則）
- 理学療法士作業療法士養成施設 - 作業療法士（理学療法士作業療法士学校養成施設指定規則）
- 理学療法士作業療法士養成施設 - 理学療法士（理学療法士作業療法士学校養成施設指定規則）
- 食品衛生管理者・食品衛生監視員養成施設 - 食品衛生管理者・食品衛生監視員（食品衛生法）
- 理療科教員養成施設 - 理療科教員(あん摩マツサージ指圧師、はり師及びきゆう師に係る学校養成施設認定規則）
- 就労移行支援事業施設 - 視覚障害者を対象とした理療師）あん摩マッサージ指圧師、はり師、きゅう師等に関する法律）
- 航空従事者指定養成施設 - 指定航空従事者（航空法施行規則（昭和27年運輸省令第56号） 航空従事者の養成施設の指定の基準 航空従事者指定養成施設制度）
- 運航管理者指定養成施設制度 - 指定運航管理者（航空法施行規則（昭和27年運輸省令第56号） 航空従事者の養成施設の指定の基準 航空従事者指定養成施設制度）

#### 養成所
- 言語聴覚士養成所 - 言語聴覚士（言語聴覚士学校養成所指定規則）
- 義肢装具士養成所 - 義肢装具士（義肢装具士学校養成所指定規則）
- 救急救命士養成所 - 救急救命士（救急救命士学校養成所指定規則）
- 視能訓練士養成所 - 視能訓練士（視能訓練士学校養成所指定規則）
- 歯科衛生士養成所 - 歯科衛生士（歯科衛生士学校養成所指定規則）
- 歯科技工士養成所 - 歯科技工士（歯科技工士学校養成所指定規則）
- 臨床検査技師養成所 - 臨床検査技師（臨床検査技師学校養成所指定規則）
- 臨床工学技士養成所 - 臨床工学技士（臨床工学技士学校養成所指定規則）
- 診療放射線技師養成所 - 診療放射線技師（診療放射線技師学校養成所指定規則）
- 保健師助産師看護師養成所 - 助産師（保健師助産師看護師学校養成所指定規則）
- 保健師助産師看護師養成所 - 看護師（保健師助産師看護師学校養成所指定規則）
- 保健師助産師看護師養成所 - 保健師（保健師助産師看護師学校養成所指定規則）
- 動力車操縦者養成所 - 動力車操縦者（鉄道車両の運転士・機関士：動力車操縦者運転免許に関する省令）

#### 機関
- 文部科学大臣の指定する養護教諭養成機関 - 養護教諭の普通免許状（教育職員免許法第5条第1項）
- 文部科学大臣の指定する教員養成機関 - 幼稚園教諭二種免許状、小学校教諭二種免許状、中学校教諭二種免許状、特別支援学校教諭二種免許状（教育職員免許法 別表第1 備考 第3号）
- 登録海技免許講習実施機関 - 海技士（船舶職員及び小型船舶操縦者法第17条）
- 登録小型船舶教習実施機関 - 小型船舶操縦士（船舶職員及び小型船舶操縦者法第23条）
- 指定修習機関 - 弁理士（弁理士法第16条の3）
- 社会福祉主事養成機関 - 社会福祉主事（社会福祉主事養成機関等指定規則）
- 都道府県労働局長登録教習機関 - 技能講習、特別教育、労働安全衛生法による免許証（労働安全衛生法第77条）

#### 省庁大学校・職業訓練施設
- 職業能力開発総合大学校（長期課程、専門課程） - 職業訓練指導員免許 （職業能力開発促進法第27条）
- 職業能力開発大学校（専門課程、応用課程） - 技能士補（職業能力開発促進法第21条）
- 職業能力開発短期大学校（専門課程） - 技能士補（職業能力開発促進法第21条）
- 職業能力開発校（普通課程） - 技能士補（職業能力開発促進法第21条）
- 障害者職業能力開発校（普通課程） - 技能士補（職業能力開発促進法第21条）

#### 大学
- 大学[注釈 1]において医学を履修する課程[注釈 2] - 医師（学校教育法第87条第2項、医師法第11条第1号）
- 大学[注釈 1]において歯学を履修する課程[注釈 3] - 歯科医師（学校教育法第87条第2項、歯科医師法第11条第1号）
- 大学[注釈 1]において薬学を履修する課程のうち臨床に係る実践的な能力を培うことを主たる目的とするもの[注釈 4] - 薬剤師（学校教育法第87条第2項、薬剤師法第15条第1項）
- 大学[注釈 1]において獣医学を履修する課程[注釈 5] - 獣医師（学校教育法第87条第2項、獣医師法第12条第1項第1号）
- 大学[注釈 6]の教職課程[注釈 7] - 教員の普通免許状（教育職員免許法第5条第1項）
- 指定された大学等教育機関（工学部等） - 技術士補（技術士法第31条の2第2項）
- 学校教育法に基く大学又は旧大学令に基づく大学において、心理学を専修する学科又はこれに相当する課程 - 児童相談所の所長（児童福祉法第16条の2）
- 学校教育法に基く大学又は旧大学令に基づく大学において、心理学、教育学若しくは社会学を専修する学科またはこれらに相当する課程 - 児童福祉司（児童福祉法第11条の2）
- 厚生労働大臣の指定する社会福祉に関する科目 - 社会福祉主事（社会福祉法第19条1）
- 文部科学大臣の委嘱を受けた大学での司書及び司書補の講習 - 司書補（図書館法第6条及び図書館法施行規則）
- 大学その他の教育機関が文部科学大臣の委嘱を受けて行う講習 - 司書教諭（学校図書館法第5条3）
- 学校教育法および旧大学令による大学の工業化学に関する学科における火薬学の、または学校教育法 および旧大学令による大学か経済産業大臣がこれらと同等以上と認めて指定した教育施設の工業化学に関する学科の、さらには旧専門学校令による専門学校の工業化学に関する学科における火薬学の専修課程さらには学校教育法による高等学校もしくは高等専門学校、旧専門学校令による専門学校または経済産業大臣がこれらと同等以上と認めて指定した学校の工業化学に関する学科の専修課程 - 火薬類製造保安責任者試験受験資格　火薬類保安責任者（火薬類取締法施行規則第七十五条）
- 学校教育法による大学、短期大学、または高等専門学校において化学に関する科目を15単位以上習得 - 甲種危険物取扱者試験（消防法第十七条の八）専修学校で修業年限2年以上でかつ課程の修了に必要な総授業時数が1700時間以上の専門課程で化学に関する学科等を卒業した方及び化学に関する授業科目を15単位以上修得、または高等学校・中等教育学校の専攻科（修業年限2年以上のもの）で化学に関する学科等を卒業、旧国立工業教員養成所の設置等に関する臨時措置法による国立工業教員養成所で化学に関する学科等を卒業及び化学に関する授業科目を15単位以上修得 - 甲種危険物取扱者試験（消防法第十七条の八）第2類又は第4類　第3類　第5類
- 学校教育法 による大学、高等専門学校、高等学校又は中等教育学校において機械、電気、工業化学、土木又は建築に関する学科又は課程を修めて卒業した者 - 甲種消防設備士受験の条件（消防法第十七条の八 4の1）

#### その他の施設
- 司法研修所 - 弁護士（弁護士法）
- 充てん作業者指定養成施設 - 液化石油ガス設備士（液化石油ガスの保安の確保及び取引の適正化に関する法律施行規則第77条）
- 総務大臣が指定する機関で市町村長以外のもの（指定講習機関）- 消防設備士（消防法第十三条の二十三の規定）
- 運航管理者の養成施設 - 指定運航管理者（航空法施行規則第百七十一条の三）
- 地方厚生局長等の指定する児童福祉施設の職員を養成する学校その他の養成施設 - 児童の遊びを指導する者（児童厚生員）（児童福祉施設最低基準第38条）
- 地方厚生局長等の指定する児童福祉施設の職員を養成する学校その他の養成施設 - 児童指導員（児童福祉施設最低基準第43条）
- 地方厚生局長等の指定する児童自立支援専門員を養成する学校その他の養成施設 - 児童自立支援専門員（児童福祉施設最低基準第82条）
- 児童福祉施設の職員を養成する学校その他の施設 - 児童福祉司・児童相談所職員（児童福祉法第11条第1項）
- [要養成施設名] - 児童福祉施設職員（[要根拠法令]）
- 厚生労働大臣の指定する養成機関 社会福祉主事（社会福祉法第19条2）
- 文部科学大臣の委嘱を受けた大学その他の教育機関で講習 - 社会教育主事（社会教育法第九条）
- 厚生労働大臣の登録を受けた食鳥処理衛生管理者の養成施設 - 食鳥処理衛生管理者（食鳥処理の事業の規*制及び食鳥検査に関する法律施行令第十二条5）
- 地方厚生局長又は地方厚生支局長の指定する児童福祉施設の職員を養成する学校その他の養成施設 - 母子指導員（児童福祉施設最低基準第28条）
- 訪問介護員養成研修事業者 - 訪問介護員（介護保険法施行令第3条、訪問介護員に関する厚生労働省令第5条）
- 独立行政法人海員学校の司ちゆう・事務科 - 船舶料理士（船舶料理士に関する省令第2条）
- 公安委員会の指定する自動車教習所 - 運転免許（道路交通法第99条）
- 登録小型船舶教習所 - 小型船舶操縦士（船舶職員及び小型船舶操縦者法第23条）
- [要養成施設名] - 登録販売者（薬事法）
- [要養成施設名] - 毒物劇物取扱責任者（毒物及び劇物取締法）
- [要養成施設名] - 理療科教員（[要根拠法令]）

### 法令の定めが廃止された施設
- 無線通信士養成施設 - 無線通信士（無線通信士養成施設等ノ整備ニ関スル件 1943年閣議決定）戦後は各養成施設が文部省の所管に移され、電気通信大学や電波高専の前身となる。通信士#日本における資格制度の変遷
- 家庭用品衛生監視員養成施設 - 家庭用品衛生監視員 （有害物質を含有する家庭用品の規制に関する法律施行規則第3条第3号ハは削除）

### 法令に定めがない施設
- 情報処理技能者養成施設
- 声優養成所
- プロレスラー養成所
- 相撲教習所

### 過去に存在した養成所
- 航空機乗員養成所
- 海員学校（元逓信省所管の海員養成所） 鎮海高等海員養成所
- 国立工業教員養成所　国立工業教員養成所の設置等に関する臨時措置法
- 北海道大学工業教員養成所
- 秋田県臨時教員養成所
- 福岡教員養成所
- 師範学校#実業学校教員養成所
- 三井郡立准教員養成所
- 大映脚本家養成所
- 東京帝国大学（現在の東京大学）文科第一臨時教員養成所
- 救護看護婦養成所
- 通信生養成所
- 工技生養成所
- 西武鉄道保谷養成所（保谷車両管理所動力車操縦者養成所）
- 虫プロ養成所
- 通信技術養成所
- 同文館（清朝の通訳養成機関）

- 統計職員養成所（現・統計研修所）
- トヨタ技能者養成所（現・トヨタ工業学園）
- 幼稚園教員養成所（現・学校法人大阪信愛女学院）
- 竹早教員保育士養成所（現・学校法人竹早学園）
- 大阪幼稚園教員養成所（現・学校法人塚本学院 浪速外国語短期大学保育科）
- 聖徳学園保姆養成所（現・学校法人東京聖徳学園聖徳大学幼児教育専門学校）
- 明和女子短期大学付設幼稚園教員養成所（現・学校法人平方学園明和学園短期大学）
- 仏教保育協会保姆養成所、中野保姆養成所（現・学校法人宝仙学園宝仙学園短期大学、こども教育宝仙大学）
- 明和女子短期大学付設幼稚園教員養成所（現・こども学科）
- 大垣市医師会附属養成所 大垣准看護婦養成所（現・大垣市医師会准看護学校）
- 救護看護婦養成所 大阪赤十字病院救護看護婦養成所（現・大阪赤十字看護専門学校）
- 高岡第一学園幼稚園教諭・保育士養成所（現・高岡第一高等学校）
- 高知県立保母養成所（現・高知女子大学保育短期大学部）
- 臨時速成看護婦養成所,県立長崎病院附属看護婦養成所（後の長崎医科大学 (旧制)）
- 牧郷教員養成所（現・長野県犀峡高等学校）
- 貞静幼稚園・同保姆養成所（現・貞静学園保育福祉専門学校 、児童福祉法に基づく保母養成所）
- 図書館職員養成所,帝国図書館付属図書館職員養成所（後の図書館情報大学）
- 気象技術官養成所（現・気象大学校）
- 福岡歯科衛生士養成所（現・九州歯科大学付属歯科衛生士養成所）
- 私立玉成保姆養成所（現・玉成保育専門学校）
- 東京慈恵医院産婆養成所（現・慈恵看護専門学校）
- 七尾市医師会附属七尾准看護婦養成所（現・七尾看護専門学校）
- 徳島市医師会付属産婆看護婦養成所　徳島県医師会准看護婦養成所（現・徳島県立看護学院）
- 日本赤十字社和歌山支部病院救護看護婦養成所 和歌山赤十字病院救護看護婦養成所（現・和歌山赤十字看護専門学校）
- 徳島県農業技術員養成所（現・徳島県立農林水産総合技術支援センター農業大学校）
- 財団法人住友私立職工養成所（現・尼崎市立尼崎産業高等学校）
- 通訳ガイド養成所（現・日本外国語専門学校）
- 実業補習学校教員養成所,府県立の青年学校教員養成所（現・青年師範学校）
- 東京商科大学 (旧制)予科・附属商学専門部・附属商業教員養成所
- 農業教員養成所（後の東京農業教育専門学校 (旧制)）
- 日本赤十字社愛知支部病院救護看護婦養成所 名古屋赤十字病院救護看護婦養成所（後の日本赤十字愛知短期大学）
- 日本大学医学部附属看護専門学校附属駿河台病院看護婦養成所、准看護婦養成所
- 大日本武徳会武術教員養成所（後の大日本武徳会武道専門学校 (旧制)）
- 直方石炭鉱技術員養成所 直方石炭鉱技術員養成所（現・福岡県立筑豊工業高等学校）
- 名古屋市立保母養成所（後の名古屋市立保育短期大学）
- 名古屋市民病院附属看護婦養成所（後の名古屋女子医科大学 (旧制)）
- 名古屋文化学園幼稚園教員養成所 名古屋文化学園幼稚園教員保母養成所（現・名古屋文化学園保育専門学校）

## 世界における養成施設
世界的に有名な養成訓練および施設にはドイツのマイスター制度があり、職業に就くための免許をそれぞれの学校で取得する職業人養成カリキュラムとなっている。
- PressNetwork - フランスの国家認定ソシオ・エステティシャン養成機関
- EEA - イエローテイルの養成機関
- スティーヴン・サミュエル・ワイズ - ラビの中心的養成機関、ヒーブルー・ユニオン・カレッジと合併
- スペリオル (ウィスコンシン州) - スペリオル・ノーマル・スクール（Superior Normal School）という教員養成機関として創立
- パラリーガル養成機関兼派遣業
- ムルマンスク - 専門職に就くための専門教育養成機関が35校存在
- リベラル・アーツ・カレッジ - もともと教会から発展、エリート養成機関としての役割を担った
- オーストラリア国立スポーツ研究所（AIS, Australian Institute of Sport）- オーストラリアのスポーツ競技者養成機関および研究所
- ケルン体育大学 - サッカー指導者養成機関としても知られる
- シカゴ精神分析研究所 - 精神分析家の養成機関 ハインツ・コフート
- グランゼコール - フランスのエリート養成機関　多くはエコール・ポリテクニークなど理工系技術者の養成機関エリート養成機関
- ハーバード・ロー・スクール - エリート養成機関と見做される
- ハーバード大学 - 前身は牧師養成機関
- ピサ高等師範学校 - イタリアの学問研究のエリート養成機関
- ペーターシューレ - ロシアサンクトペテルブルクのエリート養成機関
- モスクワ国際関係大学 - ジャーナリズムの各分野エリート、専門家の養成機関
- 中国共産党中央党校 - 党高級幹部養成機関
- 中国政法大学 - 中国の代表的な法学教育、法務者養成機関
- 淑明女子大学校 - 複数学位制度で世界的な人材養成機関の位置づけ
- 大同学院 満洲国政府の官吏養成機関
- 指導者養成機関La Vita
- 緑園学院 - 保安局 (満州国)職員養成機関
- メディカル・スクール（アメリカの医学教育） - アメリカ合衆国専門職大学院医師養成機関
- サンドハースト王立陸軍士官学校 - イギリスにおける陸軍の士官養成機関
- モスクワ中山大学黄埔軍官学校 - 孫文のために設立された革命家養成機関
- 金正日政治軍事大学 - 北朝鮮の朝鮮労働党作戦部に属する工作員養成機関
- 韓世大学校 - 汝矣島純福音教会が世界伝道の指導者養成機関として運営
- 第75レンジャー連隊 (アメリカ軍)  - グリーンベレー養成機関
- 朝鮮民主主義人民共和国の諜報・情報機関 - 対外連絡部の対南工作員養成機関
- USNA - アメリカ合衆国海軍と海兵隊の士官養成機関
- リセウ高等音楽院 - リセウ大劇場の音楽家養成機関として発展

## その他
養成所
- アクターズスクール（芸能スクール）
- 画塾（画家の養成所）
- 健友館整体師養成所
- 神職養成所
- 鉄道教習所（動力車操縦者養成所）
- 衛生検査技師養成所
- 東京アニメーション養成所

養成機関
（資格等）
- 中小企業診断士登録養成機関
- 森林情報士2級資格養成機関（社団法人日本森林技術協会認定）
- キャリアコンサルタント養成機関
- 訪問介護士養成機関
- 統計主事 - 総務大臣が指定した統計職員養成機関で養成される
- 動物看護師#養成機関
- JKC公認トリマー養成機関・愛玩動物飼養管理士養成指定校
- 社団法人ジャパンケネルクラブ (JKC) - 公認トリマー養成機関
- 樹木医補資格養成機関（日本緑化センターに登録した機関）

（教職等）
- 青師（青年師範学校） - 青年学校教員の養成機関
- 秋田県臨時教員養成所 - 秋田県に設立された教員養成機関
- 特別支援学校教員 特別支援学校教諭免許状の取得課程がある大学等の養成機関で
- 師範学校 - かつての教員養成機関、戦前の小学校教員の養成機関
- 高等学校教員養成機関 - 高等学校教諭免許状の取得課程がある養成機関
- 高等師範学校 戦前の旧制中学校教員の養成機関
- 日本語教育教師養成機関

（技術系）
- 陰陽寮・典薬寮・雅楽寮 - いずれも古代日本の技官養成機関
- 海事教育機関 - 船員養成機関
- 機関コース#養成機関ごとの免状の異なり
- 工業高等専門学校 - 5年一貫の技術教育を行う実践的技術者養成機関
- 航海測量習練所 - 日本初の海員養成機関
- 航空従事者養成機関
- 裁判所職員総合研修所 - 家庭裁判所調査官の養成機関
- 操縦士・整備士に関する養成機関
- 鎮海高等海員養成所 - 日本統治時代の朝鮮に設置された船員養成機関
- 鉄道教習所 - 鉄道総局、運輸省鉄道総局、日本国有鉄道の職員養成機関
- 東京農業教育専門学校 (旧制) - かつての農業教員養成機関としての農林系旧制専門学校
- 工学系大学院技術経営関連の研究科 - CTOの養成機関
- 自衛隊自動車訓練所 - 自衛隊の自動車教習所

（健康系）
- フィットネス資格認定・養成機関、指導者養成機関
- プレイセラピー（遊戯療法）養成機関
- リフレクソロジスト養成機関（厚生労働省関連サイト「キャリアマトリックス」）
- 医科大学 - 医師養成機関　ほかには官立である旧制高等中学校の「医学部などがあった
- 家族療法#家族相談士養成機関
- 介護員養成機関
- 公衆衛生技術員養成機関（戦前）
- 公衆衛生看護婦（保健婦）養成機関
- 産業医科大学 - 省庁所管の医師養成機関
- 歯科技工士#歯科技工士養成機関
- 自衛隊中央病院 - 自衛隊の養成機関でもある
- 自治医科大学 - 省庁所管の医師養成機関
- 看護師養成機関 - 看護大学、看護短期大学、看護専門学校など
- 看護職員養成機関
- 准看護師養成機関（看護教育、看護師参照）
- 助産師学校養成機関
- 東京女医学校 - 日本初の女医養成機関

（専門職）
- CTIジャパン - 世界屈指のコーチ養成機関の日本法人
- エステティシャン養成機関
- サイマル・アカデミー - 通訳者養成機関
- パイロット養成機関
- フードスペシャリストの養成機関 - 社団法人日本フードスペシャリスト協会が認定している
- レフェリーカレッジ - 日本サッカー協会（JFA）審判員養成機関
- 外国語学校 (旧制) - 海外活動実務者の養成機関として位置づけられた
- 棋道院 - 日本棋院の囲碁プロ養成機関
- 競馬学校 - 中央競馬騎手養成機関
  - 馬事公苑花の15期生
- 地方競馬教養センター - 栃木県那須塩原市にある地方競馬の騎手の養成機関
- 本栖研修所 - 競艇選手の養成機関
- 保育士養成機関・保母養成機関
  - 熊本県立保育大学校 - 県立の保育士養成機関
  - 群馬県立保育大学校 - 県立の保育士養成機関
- 新進棋士奨励会 - 棋士 (将棋)養成機関
- 女流育成会 - 女流棋士 (将棋)養成機関
- 千葉巡査教習所 - 警察官養成機関 現千葉県警察学校
- 宣伝会議 - コピーライター養成機関
- 通訳養成機関
  - 同文館
- 法科大学院 - 日本の法曹養成機関たる教育組織
- 総務省サイバーテロ対策人材養成機関
- 都道府県日本語教師養成機関
- 日本職業潜水士養成センター - 潜水士に必要な技能を習得するための養成機関

（ビジネス・官僚）
- アジア経済研究所開発スクール …開発途上国のための開発問題専門家養成機関
- コナミスクール - コナミが設立した、新しい人材養成機関
- 官吏養成機関 - 主として文官の養成機関
- 式部省 - 役人養成機関である大学寮を統括
- 十二国 - 国の威儀に直結した国官養成機関
- 昭和塾 - 昭和研究会後継者養成機関
- 松下幸之助商学院 - パナソニックグループの人材養成機関
- 松下政経塾 - 若手政治家養成機関
- 日本経済研究センター …エコノミストの養成機関となっている

（軍人育成）
- パイロットウイングス - 傭兵養成機関の性格を持っている
- 海軍軍医学校 - 海軍医療スタッフの養成機関
- 海軍大学校 - 提督などの高級士官の養成機関
- 海軍兵学校 (日本) - 旧大日本帝国海軍の兵科士官養成機関
- 海軍砲術学校 - 化学兵器に関する教育や訓練が行われた海軍唯一の軍人養成機関
- 興亜義塾 - 駐蒙古大使館主宰の情報部員養成機関
- 沼津兵学校 - 士官養成機関
- 神戸海軍操練所 - 江戸幕府海軍士官養成機関及び海軍工廠
- 冬季戦技教育隊 - オリンピックの選手の養成機関でもある
- 陸軍教導団 - 明治初期の大日本帝国陸軍下士官養成機関
- 陸軍戸山学校 - 陸軍の軍人養成機関
- 陸軍士官学校 (日本)（陸士） - 旧日本軍の養成機関
- 陸軍大学校 - 参謀将校の養成機関
- 陸軍中野学校 - 戦時中のスパイ（諜報員）養成機関

（神職）
- 浪速中学校・高等学校 - 前身は、大阪国学院を設立した財団法人大阪国学院が運営する神職養成機関
- 國學院#神社本庁指定神職養成機関（國學院大學）
- 金光教学院 - 金光教の教師養成機関
- 「智泉寮」「智流学院」 - 真如苑教師養成機関
- ノビシャド（修練院） - カトリック教会の修道会員の養成機関
- 関東十八檀林 - 関東地方における浄土宗の檀林18ヶ寺で、僧侶の養成機関
- 神学校 - 日本におけるキリスト教関連の教役者（牧師・神父）の養成機関
- 神職#神職養成機関
- 神職養成機関
- 聖マリア学院短期大学 - 養護教諭養成機関・聖マリア学院短期大学専攻科など
- 大教院本部（増上寺） - 明治時代には教導職養成機関
- 檀林 - 仏教寺院における僧侶の養成機関
- 藤嶺学園藤沢中学校・高等学校 - 前身は清浄光寺（遊行寺）の僧侶養成機関「時宗宗学林
- 比叡山専修院（現在の叡山学院専修科） - 天台宗（総本山延暦寺）の僧侶養成機関

（エンターテイメント）
- タツノコアニメ研究所 - タツノコプロ系の新人アニメーター養成機関
- リフレクソロジー#施術者の養成機関と手技のタイプ
- 散樂戸 - 散楽師の養成機関
- 美術研究所 - 画家養成機関
- 大森分室 東映動画のアニメーター養成機関
- ユダヤ教関連用語一覧#養成機関